# Laëtitia Kamba
Pour les articles homonymes, voir Kamba.
Laëtitia Kamba (née le 10 janvier 1987 à Paris) est une ancienne joueuse internationale française  de basket-ball évoluant au poste d'ailière.

## Biographie
Sa famille s'installe à Pierrefitte-sur-Seine, où elle demeure plusieurs années. Après Mondeville, elle signe à l'été 2013 pour deux ans à Villeneuve-d'Ascq.
Médaillée d’or au championnat du monde 3×3 mixte en 2012 avec Perrine Le Leuch, Kevin Corre et Meredis Houmounou, elle figure dans la présélection de l'équipe de France pour l'Euro 2013, puis dans la sélection 2014 participant au premier match amical face à l'Angola (0/3 aux tirs, 2 balles perdues et 2 rebonds en 8 minutes) avant de voir quitter l'équipe face au retour d'autres titulaires : « Alors c’est clair et net que j’étais déçue ! Mais c’est plutôt mitigé en fait. Déçue mais contente, c’était ma première sélection vraiment en équipe de France, en tant qu’internationale A. ».
Le 28 mai 2016, face au Japon, elle bat son record en sélection avec 14 points à 6/6 aux tirs et 5 rebonds, ce qui contribue à sa sélection parmi le groupe des douze pour le tournoi pré-olympique. Elle figure également dans la sélection qui dispute les Jeux olympiques de Rio: « C’était une expérience enrichissante mais que je pensais improbable ! Je n’aurais jamais pensé faire les Jeux un jour donc faire partie des 12, c’était vraiment génial. J’en garde énormément de bons souvenirs, de la cérémonie d’ouverture jusqu’à la fin des Jeux, malgré notre défaite pour la médaille de bronze ».
En trois saisons à Villeneuve-d'Ascq, elle dispute deux fois la finale de l'Eurocoupe qu'elle remporte en 2015, mais son temps de jeu se réduit et ne lu offre que 4,1 points et 3,7 rebonds pour 4,8 d'évaluation en 2015-2016. Elle signe pour 2016-2017 à Nice, brillamment maintenu en LFB : « J’étais vraiment intéressée par le projet exposé par Rachid [Meziane], surtout l’Eurocoupe. Je voulais aussi retrouver du temps de jeu, ce que je n’avais pas à Villeneuve d’Ascq et me faire plaisir. C’est difficile de voir les différences avec Villeneuve d’Ascq, ça ne fait pas longtemps que j’y suis. La grande différence, c’est que l’ESBVA-LM est dans l’élite depuis longtemps. A Nice, on y va étape par étape ». 
Elle n'est pas retenue pour disputer la Coupe du monde 2018. En 2018-2019, sa seconde saison avec Villeneuve-d'Ascq est en demi-teinte avec 4,3 points à 32,9% de réussite aux tirs, 4,5 rebonds et 0,9 passe décisive pour 5,9 d'évaluation et un maintien arraché de justesse. Pour la saison 2019-2020, elle rejoint le club français de Lattes Montpellier. Le 10 avril 2020, son compagnon Stephen Brun, commentateur sur RMC Sport et également ancien joueur, annonce sur twitter qu'elle met un terme à sa carrière. 
Elle aura donc disputé, sans le savoir, son dernier match officiel le 7 mars 2020, contre Roche Vendée, lors de la 16e journée de LFB, le championnat étant définitivement arrêté à la suite de l'épidémie de covid-19.
Elle continue cependant à jouer en amateurs, rejoignant Sceaux en Nationale 1 pour la saison 2020-2021.

## Clubs
| Saisons   | Équipe                                                         | Pays   |
| 2001-2003 | Pantin                                                         | France |
| 2003-2004 | Bondy                                                          | France |
| 2004-2007 | Wasquehal (NF2)                                                | France |
| 2007-2008 | Union Saint-Amand Porte du Hainaut                             | France |
| 2008-2011 | Saint-Amand Hainaut Basket                                     | France |
| 2011-2013 | USO Mondeville                                                 | France |
| 2013-2016 | Entente Sportive Basket de Villeneuve-d'Ascq - Lille Métropole | France |
| 2016-2017 | Cavigal Nice Basket 06                                         | France |
| 2017-2019 | Entente Sportive Basket de Villeneuve-d'Ascq - Lille Métropole | France |
| 2019-2020 | Basket Lattes Montpellier Méditerranée Métropole Association   | France |
| 2020-     | ASA Sceaux BF (NF1)                                            | France |

## Palmarès

### Sélection nationale
- Médaille d'or en 3x3 mixte au Mondial en 2012
- Médaille d'argent en 3x3 au Mondial en 2012[8]
- Médaille de bronze au Mondial Espoirs en 2007[18]
- Médaille de bronze à l'Euro Espoirs en 2007[18]
- Médaille de bronze à l'Euro Espoirs en 2006[18]
- Médaille de bronze à l'Euro Juniors en 2005[18]

### Clubs
- Vainqueur de l'Eurocoupe : 2015
- Finaliste de l'Eurocoupe : 2016[19].